# Rudi Hofstetter
Rudi Hofstetter (* 9. Juli 1916 in Wien; † 5. Oktober 2008 in Höflein an der Donau) war ein österreichischer Sänger und Textdichter.

## Leben

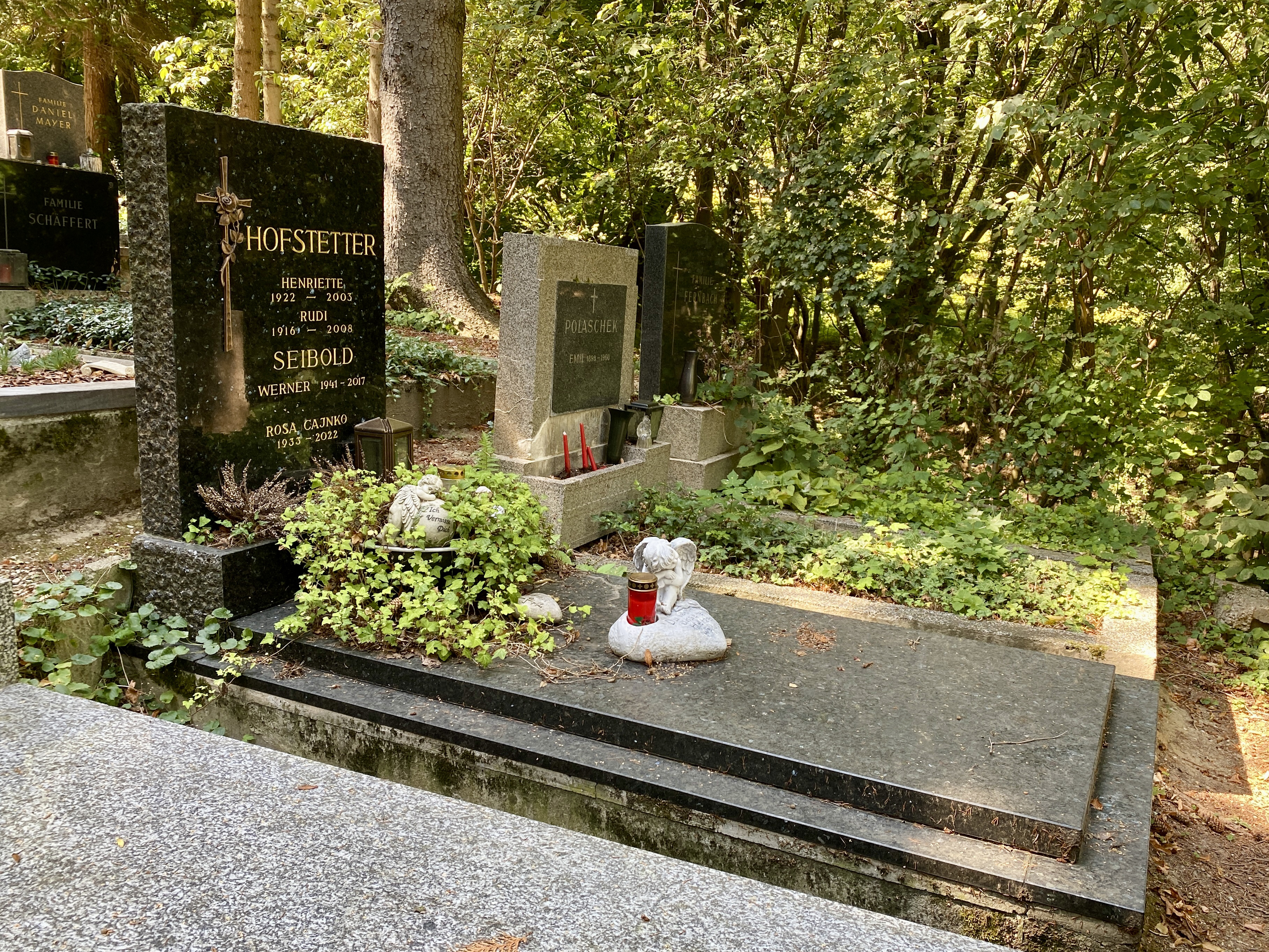
Grabstätte von Rudi Hofstetter

Rudi Hofstetter studiert nach dem Abitur an der Hochschule für Musik und darstellende Kunst in Wien. 1939 wurde er zum Militär einberufen und war Stehgeiger beim Soldatenorchester. Später kam Hofstetter zur Flak nach Friedrichshafen, entschied sich trotz Abiturs gegen eine Offizierslaufbahn und kam mit einer Division nach Frankreich. Er spielte mit einem Quintett Gitarre und Geige für seine Kameraden und machte zu dieser Zeit erste Gesangseinlagen. Hofstetter war Gastsänger beim französischen Rundfunk in Paris und kam 1944 in britische Kriegsgefangenschaft, wo sein Talent erkannt und er zum Betreuer und musikalischen Leiter der BBC-Radiosendung für Kriegsgefangene ernannt wurde. Bis 1946 lebte er in London,
kehrte dann zurück in die Heimat und arbeitete bei der RAVAG.
1948 entstanden erste Aufnahmen mit Jaro Schmied und seinem Künstler-Ensemble. 1949 wurde er Sänger beim Kleinen Wiener Rundfunkorchester unter der Leitung von Charly Gaudriot.
Seine erste Duettpartnerin war Steffi Melz, 1951 wurden Rudi Hofstetter und Erni Bieler zum Schlagerpaar und hatten einen Erfolg mit „Ich möchte gern dein Herz klopfen hör`n.“ Es folgten weitere Aufnahmen mit Waltraut Haas, Franz Schier, Gretl Schörg und Leila Negra. Im Januar 1954 gingen sie auf eine große Deutschlandtournee der Austroton Schlagerexpress Wien-Berlin. Ab 1954 gab es ein Rudi Hofstetter-Terzett und er wurde Mitglied bei den Optimisten und Lehmanns Gesangs-Solisten.
Er wurde auf dem Friedhof in Höflein an der Donau beerdigt.